# Мачков подрум
Мачков подрум је позната винарија која се налази у Иригу, на јужним падинама Фрушке горе. Мачков подрум је покренуо Сава Јојић Мачак 2005. године. 

## Историјат
Традиција гајења грожђа и прављење вина у Срему датира још од Римског царства када је Римски цар Проб, родом из Сирмијума, први засадио винову лозу у 3.веку нове ере. Током средњег века знање о виноградарству и прављењу вина се искључиво везује за манастире а у новије доба истоимено знање и навике се полако преносе на становнике и привреднике. Нарочито у доба пре другог светског рата, било је нормално да скоро свака кућа и окућница у Иригу  има винограде и прави вино. 
1926. године је основана "Фрушкогорска воћарско-виноградарска задруга" која је током времена прерасла  у "Иришки подрум" чији је један од оснивача био Тодор Јојић, деда Саве Јојића. 

## О винарији
Мачков подрум располаже са 32 хектара винограда. Виногради Мачкововог подрума се налазе у Фрушкогорском виногорју. Сви су смештени у непосредној близини Ирига на надморској висини која варира од 280 m до 350 m надморске висине и на 45,2° с.г.ш надморске висине.  Капацитет винарије износи 200.000 литара а годишње се производи 120.000 боца вина. 

## Врсте вина
У винарији Мачков подрум прави се 10 врста вина: Chardonnay, Incognito, Sauvignon Blanc, Траминац мирисави ,Фрајла, Португизер, Мерлот, Pinot Noir, Camerlot, Мачков бермет.